# Фишер, Хью
Хью Фи́шер (англ. Hugh Fisher; 1 октября 1955, Гамильтон) — канадский гребец-байдарочник, выступал за сборную Канады в середине 1970-х — конце 1980-х годов. Чемпион летних Олимпийских игр в Лос-Анджелесе, серебряный и бронзовый призёр чемпионатов мира, победитель регат национального и международного значения.

## Биография
Хью Фишер родился 1 октября 1955 года в городе Гамильтоне в Новой Зеландии, однако в возрасте десяти лет вместе с семьёй переехал на постоянное жительство в Канаду. Активно заниматься греблей начал в раннем детстве, проходил подготовку в каноэ-клубе False Creek Racing в Ванкувере.
Первого серьёзного успеха на взрослом международном уровне добился в 1976 году, когда попал в основной состав канадской национальной сборной и благодаря череде удачных выступлений удостоился права защищать честь страны на домашних летних Олимпийских играх в Монреале, участвовал в зачёте четырёхместных байдарок на тысяче метров, но дошёл только до стадии полуфиналов. Планировал выступить на Олимпиаде 1980 года в Москве, однако Канада бойкотировала эти соревнования, а затем он получил травму запястья и на некоторое время покинул расположение сборной.
В 1982 году Фишер побывал на чемпионате мира в югославском Белграде, откуда привёз награду серебряного достоинства, выигранную в зачёте двухместных байдарок на дистанции 1000 метров. Год спустя выступил на мировом первенстве в финском Тампере, где стал бронзовым призёром в двойках на дистанции 500 метров.
Благополучно прошёл квалификацию на Олимпийские игры 1984 года в Лос-Анджелесе — в двойках вместе со своим напарником Олвином Моррисом завоевал здесь золотую медаль на тысяче метрах и бронзовую медаль на пятистах метрах. При всём при том, страны социалистического лагеря по политическим причинам бойкотировали эти соревнования, и многих сильнейших спортсменов из ГДР, Восточной Европы и СССР здесь попросту не было. За эти выдающиеся достижения в следующем сезоне был признан членом ордена Канады.
После двух Олимпиад Фишер остался в основном составе гребной команды Канады и продолжил принимать участие в крупнейших международных регатах. Так, в 1988 году он прошёл квалификацию на Олимпийские игры в Сеуле, где, тем не менее, защитить чемпионское звание не смог, в паре с тем же Моррисом в двойках на пятистах метрах сумел дойти только до стадии полуфиналов. Безрезультатно пытался пройти отбор на Олимпийские игры 1992 года в Барселоне и вскоре принял решение завершить карьеру профессионального спортсмена.
В 2000 году введён в Зал спортивной славы Канады. В настоящее время работает врачом в городе Уистлере, провинция Британская Колумбия.